# Engelmann Township
Die Engelmann Township ist eine von 22 Townships im St. Clair County im Westen des US-amerikanischen Bundesstaates Illinois. Im Jahr 2010 hatte die Engelmann Township 726 Einwohner.
Die Township liegt im Metro-East genannten östlichen Teil der Metropolregion Greater St. Louis um die Stadt St. Louis im benachbarten Missouri.

## Geografie
Die Engelmann Township liegt am Ostrand des Vorortbereiches von St. Louis. Die Township liegt am Nordufer des Kaskaskia River. Der Mississippi, der die Grenze zum Bundesstaat Missouri bildet, liegt rund 40 km westlich.
Die Engelmann Township liegt auf 38°26′15″ nördlicher Breite und 89°46′02″ westlicher Länge und erstreckt sich über 47,8 km².
Die Engelmann Township liegt im äußersten Osten des St. Clair County und grenzt östlich an das Clinton sowie südöstlich an das Washington County. Innerhalb des St. Clair County grenzt die Engelmann Township im Süden an die Fayetteville Township, im Südwesten an die New Athens Township, im Westen an die Freeburg Township, im Nordwesten an die Shiloh Valley Township sowie im Norden an die Mascoutah Township.

## Verkehr
Durch die Engelmann Township verläuft in Nord-Süd-Richtung die Illinois State Route 4. Die nordöstliche Begrenzung der Township wird von der Illinois State Route 177 gebildet. Alle weiteren Straßen sind County Roads oder weiter untergeordnete teils unbefestigte Fahrwege.
Der St. Louis Downtown Airport liegt rund 45 km westlich, der größere Lambert-Saint Louis International Airport liegt rund 70 km nordwestlich der Engelmann Township.

## Demografische Daten
Nach der Volkszählung im Jahr 2010 lebten in der Engelmann Township 726 Menschen in 275 Haushalten. Die Bevölkerungsdichte betrug 15,2 Einwohner pro Quadratkilometer. In den 275 Haushalten lebten statistisch je 2,64 Personen.
Ethnisch betrachtet setzte sich die Bevölkerung zusammen aus 98,9 Prozent Weißen, 0,1 Prozent Afroamerikanern, 0,1 Prozent amerikanischen Ureinwohnern, 0,1 Prozent Asiaten sowie 0,1 Prozent aus anderen ethnischen Gruppen; 0,4 Prozent stammten von zwei oder mehr Ethnien ab. Unabhängig von der ethnischen Zugehörigkeit waren 0,7 Prozent der Bevölkerung spanischer oder lateinamerikanischer Abstammung.
18,7 Prozent der Bevölkerung waren unter 18 Jahre alt, 67,8 Prozent waren zwischen 18 und 64 und 13,5 Prozent waren 65 Jahre oder älter. 47,5 Prozent der Bevölkerung war weiblich.
Das mittlere jährliche Einkommen eines Haushalts lag bei 87.604 USD. Das Pro-Kopf-Einkommen betrug 49.146 USD. Niemand lebte in der Engelmann Township unterhalb der Armutsgrenze.

## Orte
Innerhalb der Engelmann Township existiert keine Siedlung. Bewohner leben verstreut über das Gebiet der gesamten Township.